# Piton des Neiges
Der Piton des Neiges (frz. ‚Schneegipfel‘) ist mit 3070 m der höchste Berg des französischen Übersee-Départements La Réunion und des Indischen Ozeans. Der Gipfel ist schneelos. An wenigen Tagen des Jahres ist er von Raureif überzogen, ganz selten mit etwas Schnee bedeckt. Vor etwa 5 Millionen Jahren bildete sich durch einen Hot-Spot auf dem Grund des Indischen Ozeans ein Vulkan. Mit dem Aufsteigen des Piton des Neiges bildete sich vor etwa drei Millionen Jahren die Insel La Réunion. Der Vulkan erhebt sich mehr als 7000 m über den Meeresgrund und hat an seiner Basis einen Umfang von 800 km. Damit ist er einer der größten Vulkane der Erde. Es wird vermutet, dass der Piton des Neiges einmal eine Höhe von 4.300 m hatte. Seine heutige Höhe hat er durch strombolianische Ausbrüche, Explosionen und intensive Erosion erhalten. Im Gegensatz zum deutlich jüngeren, noch aktiven Piton de la Fournaise ist er bereits vor ungefähr 12.000 Jahren erloschen.
Die entleerten Magmenkammern an den Flanken des Vulkans sind eingebrochen und bilden heute drei Calderen:
- den Cirque de Mafate im Nordwesten,
- den Cirque de Salazie im Nordosten und
- den Cirque de Cilaos im Südwesten.

Diese drei Kessel machen mit ihren steilen Wänden einen großen Teil des Reizes von La Réunion aus.
Ursprünglich existierte noch der
- Cirque de Marsouins im Osten des Berges. Dieser wurde jedoch bei den letzten Ausbrüchen mit Lava gefüllt und bildet heute den 1300 m hoch gelegenen und 6000 Hektar großen Fôret de Bélouve. In einer Flanke befindet sich ein etwa 250 Meter tiefer Absturz mit Wasserfällen, das Trou de Fer.

Der Piton des Neiges ist als UNESCO-Weltnaturerbe klassifiziert.

## Besteigung

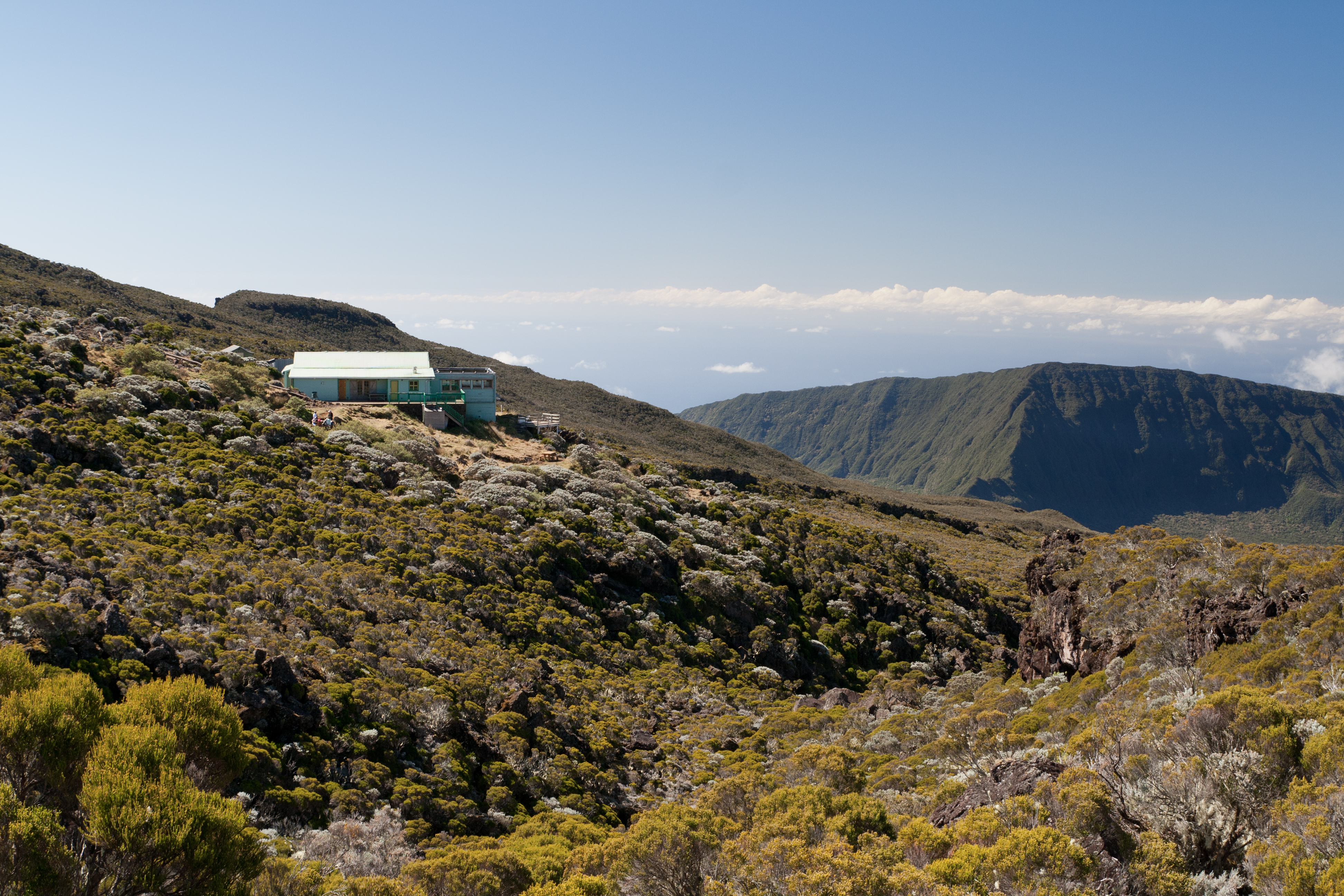
Schutzhütte Refuge de la Caverne Dufour am/vom Weg zum Gipfel

Der Piton des Neiges wird vom Refuge de la Caverne Dufour (2479 m) aus bestiegen, das an den Grand Randonnées (GR) R1 und R2 liegt. Der Aufstieg erfolgt von der Hütte in 1½ Stunden über einen moderat ansteigenden Weg der über Fels- und Schuttfelder führt. Trittsicherheit ist erforderlich. Als besonderes Erlebnis gilt der Sonnenaufgang auf dem Piton des Neiges. Hierzu bricht man um 4:00 Uhr an der Hütte auf. Gutes Schuhwerk und warme Kleidung ist in allen Jahreszeiten dringend empfohlen.
Zum Refuge de la Caverne Dufour gelangt man am einfachsten vom südwestlich gelegenen Cirque de Cilaos aus. Von Cilaos folgt man der D241 Richtung Bras Sec. Bei 1380 m befindet sich ein Parkplatz. Man folgt den GR R1 und GR R2 und ist in etwa 3 Stunden beim Refuge.
Alternativ kommt man zum Refuge de la Caverne Dufour vom Cirque de Salazie. Der GR R1 führt von Hell Bourg in etwa 6 Stunden über das Cap Anglais zur Hütte.
Als dritte Alternative bietet sich der Aufstieg über den GR R2 von Südosten aus an.

Blick vom Piton des Neiges über den Cirque de Cilaos, gegenüber der Grand Bénare